# Saint-Nazaire-de-Ladarez
 Saint-Nazaire-de-Ladarez  (en idioma occitano Sant Nasari de las Avelhanas) es una población y comuna francesa, situada en la región de Occitania, departamento de Hérault, en el distrito de Béziers y cantón de Cazouls-lès-Béziers.

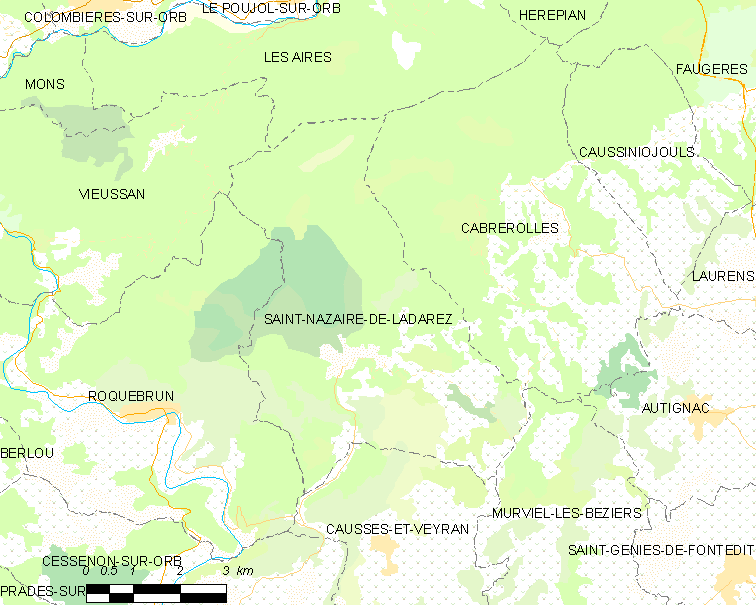
Mapa

## Demografía
| 491 | 465 | 379 | 345 | 361 | 331 | 358 |
| Para los censos de 1962 a 1999 la población legal corresponde a la población sin duplicidades (Fuente: INSEE [Consultar]) |     |     |     |     |     |     |